# Kaashidhoo
Cette page contient des caractères et des mots thâna comme ހ ou ފ. En cas de problème, consultez l’article Thâna ou testez votre navigateur.
Kaashidhoo, en divehi ކާށިދޫ, est une île des Maldives peuplée de 1 917 habitants. Les terres émergées représentent 2,89 km2 sur les 9,54 km2 de superficie totale de l'île, lagon inclus.